# Aeroportul Internațional Capital Region
Aeroportul Internațional Capital Region (IATA: LAN, ICAO: KLAN, FAA LID: LAN) este un aeroport din Michigan, Statele Unite ale Americii ce deservește zona Lansing. Aeroportul a fost tranzitat în 2019 de 333.952 de pasageri. A fost deschis în 14 iulie 1928.
Situat la o altitudine de 262 m, aeroportul dispune de 3 piste.

## Infrastructură

### Piste
Aeroportul dispune de 3 piste: 
- pista 06/24 din asfalt, cu dimensiunile 5.003 picioare × 120 picioare
- pista 10L/28R din asfalt, cu dimensiunile 3.601 picioare × 75 picioare
- pista 10R/28L din asfalt, cu dimensiunile 8.506 picioare × 150 picioare